# إيراكلي تسيريتيلي
يراكلي تسيريتيلي (2 ديسمبر [21 نوفمبر] 1881 – 20 مايو 1959) سياسي جورجي ومتحدث رئيسي باسم الحزب الاشتراكي الديمقراطي لجورجيا ولاحقًا حزب العمل الاشتراكي الديمقراطي الروسي خلال عصر الثورات الروسية.
ولد تسيريتيلي ونشأ في جورجيا عندما كانت جزءًا من الإمبراطورية الروسية. انتخب تسيريتيلي عضوًا مجلس الدوما في عام 1907، حيث اكتسب شهرة بسبب قدراته الخطابية، وهو عضو في فصيل منشفيك في حزب العمل الاشتراكي الديمقراطي الروسي. بعد وقت قصير من دخول مجلس الدوما، تم القبض على تسيريتيلي ووجهت إليه تهمة التآمر للإطاحة بالحكومة القيصرية، ونفي إلى سيبيريا. كان تسيريتيلي، وهو ديمقراطي اشتراكي مخلص يؤمن بالأيديولوجية المنشفية، أحد الشخصيات البارزة في الحركة في روسيا. في عام 1915، خلال نفيه في سيبيريا، شكل تسيريتيلي ما أصبح يعرف باسم الزيمروالدية السيبيرية، التي دافعت عن دور الأممية الثانية في إنهاء الحرب. طور أيضًا فكرة «الدفاع الثوري»، وهو مفهوم الحرب الدفاعية التي تسمح فقط بالدفاع عن الأرض، وجادل بأنها لم يتم استخدامها.
عاد إلى الحكومة في أعقاب ثورة فبراير 1917، وتولى منصبًا قياديًا في سوفييت بتروغراد وقبل منصبًا في الحكومة الروسية المؤقتة كوزير للبريد والتلغراف، ولفترة وجيزة كوزير للداخلية. خوفًا من أن يؤدي التشرذم السياسي إلى حرب أهلية في روسيا، سعى تسيريتيلي للتوسط في تنازلات بين مختلف الفصائل اليسارية في الثورة الروسية وكان القوة وراء الجهود المبذولة للعمل مع الطبقات الوسطى، ولكن دون جدوى. اشتهر تسيريتيلي بمهارته في الحديث، وحصل على التقدير بسبب إمكانياته في هذا الصدد، حيث ألقى خطابات حماسية في مجلس الدوما وفي سوفييت بتروغراد.
بعد أن استولى البلاشفة على السلطة في الحكومة الروسية خلال ثورة أكتوبر، عاد تسيريتيلي إلى جورجيا. عمل كدبلوماسي في مؤتمر باريس للسلام، حيث ضغط من أجل الاعتراف الدولي بجمهورية جورجيا الديمقراطية المستقلة حديثًا ومساعدتها؛ فشل تحقيق مساعدة هادفة إلى حد كبير قبل غزو الجيش الأحمر بقيادة البلشفية في عام 1921. أصبح تسيريتيلي، وهو أممي بشكل علني، بعيدًا بشكل متزايد عن المناشفة الجورجيين الذين تبنوا تدريجيًا المزيد من التوجهات القومية. أمضى بقية حياته في المنفى، وبشكل رئيسي في فرنسا، يعمل مع المنظمات الاشتراكية والكتابة عن الاشتراكية، وتوفي في مدينة نيويورك في عام 1959.

## بداية حياته

### السنوات الأولى والتعليم
ولد تسيريتيلي في 2 ديسمبر [21 نوفمبر في النظام القديم] 1881 في غوريسا، محافظة كوتايس، في الإمبراطورية الروسية (حاليًا إيميريتي، جورجيا)، لعائلة مسيحية أرثوذكسية جورجية، وهو الطفل الثالث لجيورجي تسيريتيلي، كاتب راديكالي من عائلة تسيريتيلي النبيلة، وأولمبيادا نيكولادزه، أخت الصحفي نيكو نيكولادزه. كان لتسيريتيلي شقيقة واحدة هي إليكو (1877-1950) وشقيق اسمه ليفان (1879-1918). كان كل من جيورجي ونيكو أعضاء في ميور داسي (მეორე დასი أي «المجموعة الثانية» باللغة الجورجية)، وهي مجموعة من الشعبويين والاشتراكيين الجورجيين، وقد أثروا بشكل كبير على وجهة نظر إيراكلي. نشأ تسيريتيلي في كوتايسي القريبة وقضى الصيف في منزل عائلته في غوريسا؛ لاحظ منذ صغره عدم المساواة بين عائلته وخدمهم والفلاحين المحليين، وأراد إصلاح الخلل.
توفيت والدة تسيريتيلي عندما كان في الثالثة من عمره، لذلك أُرسل مع إخوته للعيش مع عمتين في كوتايسي، بينما انتقل جيورجي إلى تفليس (الآن تبليسي)، المركز الإداري للقوقاز، وكان يزور الأطفال من حين لآخر. انتقل تسيريتيلي لاحقًا إلى تفليس والتحق بمدرسة داخلية. عاش أثناء وجوده هناك مع والده الذي تزوج منذ ذلك الحين أناستازيا تومانوفا، وهي من أصل أرمني. يقترح كاتب سيرة تسيريتيلي الذاتية دبليو إتش روبول أنه بسبب تحفظ تسيريتيلي على تومانوفا، تراجع تأثير جيورجي على ابنه: «على أي حال، لم يكن جيورجي تسيريتيلي قادرًا على غرس مثله الوطنية في ابنه إيراكلي». من المحتمل أيضًا أن تكون آراء نيكولادزه، التي كانت أكثر حذرًا ضد القومية الجورجية، قد لعبت دورًا في تغير أفكار تسيريتيلي. في المدرسة الداخلية، نأى تسيريتيلي بنفسه عن المسيحية متسائلًا عن الموت ومعناه، وتعرف على كتابات عالم التاريخ الطبيعي وعالم الأحياء البريطاني تشارلز داروين، والذي أثر أيضًا في ابتعاده عن الدين. أنهى دراسته في عام 1900، وهو نفس العام الذي توفي فيه والده، وانتقل إلى موسكو لدراسة القانون.